# Orica-Scott 2017
Questa voce raccoglie le informazioni riguardanti la squadra ciclistica Orica-Scott nelle competizioni ufficiali della stagione 2017.

## Organico 2017

### Staff tecnico
|  | Naz.                 | Ruolo | Sportivo         |  |  |  |
|  | -------------------- | ----- | ---------------- |  |  |  |
|  | Australia (bandiera) | GM    | Shayne Bannan    |  |  |  |
|  | Australia (bandiera) | DS    | Matthew White    |  |  |  |
|  | Italia (bandiera)    | DS    | Vittorio Algeri  |  |  |  |
|  | Australia (bandiera) | DS    | Julian Dean      |  |  |  |
|  | Belgio (bandiera)    | DS    | Laurenzo Lapage  |  |  |  |
|  | Australia (bandiera) | DS    | David McPartland |  |  |  |
|  | Australia (bandiera) | DS    | Neil Stephens    |  |  |  |
|  | Australia (bandiera) | DS    | Matthew Wilson   |  |  |  |

### Rosa
|  | Naz.                     |  | Sportivo                | Anno |  |  |
|  | ------------------------ |  | ----------------------- | ---- |  |  |
|  | Svizzera (bandiera)      |  | Michael Albasini        | 1980 |  |  |
|  | Nuova Zelanda (bandiera) |  | Sam Bewley              | 1987 |  |  |
|  | Colombia (bandiera)      |  | Esteban Chaves          | 1990 |  |  |
|  | Danimarca (bandiera)     |  | Magnus Cort Nielsen     | 1993 |  |  |
|  | Australia (bandiera)     |  | Mitchell Docker         | 1986 |  |  |
|  | Australia (bandiera)     |  | Luke Durbridge          | 1991 |  |  |
|  | Australia (bandiera)     |  | Alexander Edmondson     | 1993 |  |  |
|  | Australia (bandiera)     |  | Caleb Ewan              | 1994 |  |  |
|  | Australia (bandiera)     |  | Simon Gerrans           | 1980 |  |  |
|  | Australia (bandiera)     |  | Jack Haig               | 1993 |  |  |
|  | Australia (bandiera)     |  | Mathew Hayman           | 1978 |  |  |
|  | Australia (bandiera)     |  | Michael Hepburn         | 1991 |  |  |
|  | Australia (bandiera)     |  | Damien Howson           | 1992 |  |  |
|  | Sudafrica (bandiera)     |  | Daryl Impey             | 1984 |  |  |
|  | Danimarca (bandiera)     |  | Christopher Juul Jensen | 1989 |  |  |
|  | Belgio (bandiera)        |  | Jens Keukeleire         | 1988 |  |  |
|  | Hong Kong (bandiera)     |  | Cheung King Lok         | 1991 |  |  |
|  | Germania (bandiera)      |  | Roger Kluge             | 1986 |  |  |
|  | Rep. Ceca (bandiera)     |  | Roman Kreuziger         | 1986 |  |  |
|  | Slovenia (bandiera)      |  | Luka Mezgec             | 1988 |  |  |
|  | Spagna (bandiera)        |  | Rubén Plaza             | 1980 |  |  |
|  | Australia (bandiera)     |  | Robert Power            | 1995 |  |  |
|  | Canada (bandiera)        |  | Svein Tuft              | 1977 |  |  |
|  | Spagna (bandiera)        |  | Carlos Verona           | 1992 |  |  |
|  | Regno Unito (bandiera)   |  | Adam Yates              | 1992 |  |  |
|  | Regno Unito (bandiera)   |  | Simon Yates             | 1992 |  |  |

## Palmarès

### Corse a tappe
World Tour
- Tour Down Under

1ª tappa (Caleb Ewan)
3ª tappa (Caleb Ewan)
4ª tappa (Caleb Ewan)
6ª tappa (Caleb Ewan)
- Abu Dhabi Tour

4ª tappa (Caleb Ewan)
- Parigi-Nizza

6ª tappa (Simon Yates)
- Volta Ciclista a Catalunya

6ª tappa (Daryl Impey)
- Vuelta al País Vasco

2ª tappa (Michael Albasini)
- Tour de Romandie

1ª tappa (Simon Yates)
4ª tappa (Michael Albasini)
- Giro d'Italia

7ª tappa (Caleb Ewan)
- Tour de Pologne

4ª tappa (Caleb Ewan)
6ª tappa (Jack Haig)
Continental
- Herald Sun Tour

1ª tappa (Damien Howson)
Classifica generale (Damien Howson)
- Volta a la Comunitat Valenciana

3ª tappa (Magnus Cort Nielsen)
- Driedaagse De Panne - Koksijde

3ª tappa-2ª semitappa (Luke Durbridge)
- Tour of Slovenia

2ª tappa (Luka Mezgec)
- Tour of Britain

1ª tappa (Caleb Ewan)
3ª tappa (Caleb Ewan)
6ª tappa (Caleb Ewan)

### Corse in linea
Continental
- Clásica de Almería (Magnus Cort Nielsen)
- Gran Premio Industria e Artigianato (Adam Yates)
- Gran Premio Miguel Indurain (Simon Yates)
- Arnhem-Veenendaal Classic (Luka Mezgec)
- Pro Ötztaler 5500 (Roman Kreuziger)

### Campionati nazionali
- Campionati sudafricani

Cronometro (Daryl Impey)
- Campionati sloveni

In linea (Luka Mezgec)
- Campionati canadesi

Cronometro (Svein Tuft)

## Classifiche UCI

### Calendario mondiale UCI
Individuale
Piazzamenti dei corridori della AG2R La Mondiale nella classifica individuale dell'UCI World Tour 2017.
| Pos. | Ciclista                | Punti |
| ---- | ----------------------- | ----- |
| 33   | Simon Yates             | 1 067 |
| 44   | Michael Albasini        | 830   |
| 49   | Adam Yates              | 776   |
| 66   | Esteban Chaves          | 619   |
| 68   | Jens Keukeleire         | 608   |
| 69   | Caleb Ewan              | 608   |
| 72   | Luke Durbridge          | 577   |
| 86   | Magnus Cort Nielsen     | 432   |
| 113  | Simon Gerrans           | 281   |
| 114  | Jack Haig               | 273   |
| 122  | Daryl Impey             | 230   |
| 147  | Carlos Verona           | 155   |
| 154  | Roman Kreuziger         | 150   |
| 159  | Christopher Juul Jensen | 134   |
| 178  | Mathew Hayman           | 104   |
| 187  | Luka Mezgec             | 98    |
| 204  | Damien Howson           | 82    |
| 212  | Mitchell Docker         | 77    |
| 282  | Alexander Edmondson     | 38    |
| 302  | Rubén Plaza             | 32    |
| 355  | Michael Hepburn         | 16    |
| 431  | Roger Kluge             | 1     |
| 435  | Svein Tuft              | 1     |
| 436  | Sam Bewley              | 1     |

Squadra
La squadra Orica-Scott ha chiuso in settima posizione con 7 190 punti.